# Janin-Plot

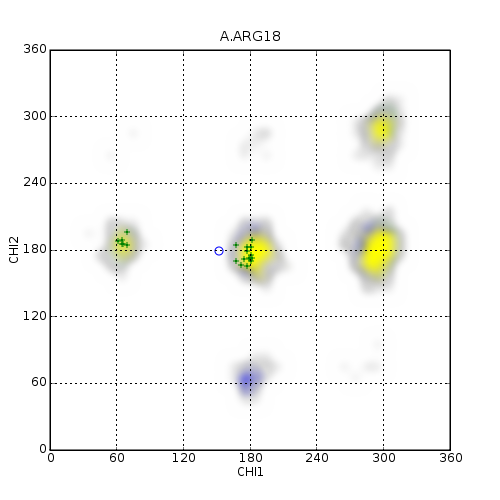
Ein Janin-Plot der R18-Position der kleineren Untereinheit des Dynein. Die blaue Region kennzeichnet helikale Bereiche, die gelbe Faltblatt-Bereiche.

Der Janin-Plot (auch Janin-Diagramm, nach Joël Janin, der es 1978 entwickelte) ist ein biochemisches Diagramm, das die statistische Verteilung von Kombinationen von Diederwinkeln anzeigt. Während im Ramachandran-Plot jeweils zwei Diederwinkel (φ und ψ) eines bestimmten Protein-Backbones dargestellt werden, gibt der Janin-Plot die Diederwinkel der Aminosäureseitenketten wieder (χ1 und χ2). Da nicht alle Aminosäuren diese Diederwinkel aufweisen, können manche Aminosäuren nicht im Janin-Plot dargestellt werden. Die Korrelation hängt ab von den verschiedenen Aminosäuren und der Sekundärstruktur ihrer Sequenzen. Im Janin-Plot können Sekundärstrukturen wie α-Helices und β-Faltblätter identifiziert werden.